# 安熱利卡 (南馬托格羅索州)
22°09′10″S 53°46′15″W / 22.15278°S 53.77083°W
安熱利卡（葡萄牙語：Angélica），是巴西的城鎮，位於該國西部，由南馬托格羅索州負責管轄，始建於1963年5月13日，面積1,273平方公里，海拔高度358米，2014年人口9,991，人口密度每平方公里7.32人。